# سنتز ایندول بایر–امرلینگ
سنتز ایندول بایر-امرلینگ (نام علمی: Baeyer–Emmerling indole synthesis) روشی برای سنتز ایندول از یک ارتو-نیتروسینامیک اسید (استخلافی) و پودر آهن در محلول قوی باز است. این واکنش توسط آدولف فون بایر و آدولف امرلینگ در سال ۱۸۶۹ کشف شد.

## سازوکار واکنش
واکنش پودر آهن با ارتو-نیتروسینامیک اسید گروه نیترو را به نیتروسو کاهش می‌دهد. سپس نیتروژن با کربنِ روی زنجیره آلکن طی فرایند از دست دادن یک مولکول آب متراکم می‌شود و یک حلقه تشکیل می‌دهد. در انتها کربوکسیل‌زدایی باعث ایجاد ایندول می‌شود.

## همچنین ببینید
- سنتز ایندیگو بایر–دروسان